# U̇
U̇ bzw. u̇ ist ein Buchstabe des lateinischen Schriftsystems, der sich vom Buchstaben U ableitet mit einem Punkt darüber.

## Darstellung am Computer
Unicode enthält den „kombinierenden Punkt darüber“ am Codepunkt U+0307.